# Miconia luciana
Miconia luciana är en tvåhjärtbladig växtart som beskrevs av Henry Allan Gleason. Miconia luciana ingår i släktet Miconia och familjen Melastomataceae. Inga underarter finns listade i Catalogue of Life.